# Ебергард Паніц
Ебергард Па́ніц (нім. Eberhard Panitz; 16 квітня 1932, Дрезден — 1 жовтня 2021, Берлін) — німецький письменник, журналіст; член Спілки письменників НДР з 1958 року. Член  Соціалістичної єдиної партії Німеччини. Лауреат Премії імені Генріха Манна за 1975 рік, Національної премії НДР за 1977 рік та низки інших літературних премій.

## Життєпис
Народився 16 квітня 1932 року в місті Дрездені в Саксонії (нині Німеччина) у сім'ї трамвайного кондуктора і продавчині. Після закінчення в 1950 році середньої школи в Дрездені працював членом молодіжної бригади в будівництві. До 1953 року вивчав педагогіку та германістику у Лейпцизькому університеті.
З 1953 по 1960 рік був редактором у видавництвах Neues Leben і Mitteldeutscher Verlag у Галле. Пізніше мешкав у Берліні в Грюнау. Помер у Берліні 1 жовтня 2021 року. Похований в Берліні на Лісовому цвинтарі Грюнау.

## Творчість
Писав епічні твори, а також репортажі, радіопостановки та сценарії для кіно та телевізійних фільмів. Автор:
- романів «Вогні гаснуть» (1960), «Під деревами дощ йде двічі» (1969), «Сім пригод доньї Хуаніти» (1972), «Неблагочестива Софія» (1974);
- повістей «Кете» (1955); «Поразка Вікторії» (1975), «Русалчина мораль» (1978), «Трамвай мого батька» (1979);
- оповідань, есе.

Багато його творів екранізовано.